# Computec Media
Die Computec Media GmbH ist ein in Fürth ansässiges Medienunternehmen und eine Tochtergesellschaft der schweizerischen Marquard Media Gruppe. Nach außen trat das Unternehmen zwischen 2017 und 2019 als Computec Media Group auf. Computec veröffentlicht Zeitschriften, digitale Medien und Webportale für den deutschsprachigen Raum.

## Geschichte
Das Unternehmen ging aus der 1989 von Christian Geltenpoth in Nürnberg als Joint Venture mit dem Gong Verlag gegründeten Computec Verlag GmbH & Co. KG hervor, die in den 1990er Jahren mit Wechsel der Rechtsform in Computec Media AG umfirmierte. Es war vom 30. November 1998 zunächst im Neuen Markt und bis 2013 im General Standard der Frankfurter Wertpapierbörse börsennotiert. 2001 verlegte das Unternehmen seinen Sitz von Nürnberg nach Fürth. 2005 wurde die bis dato von Geltenpoth geführte Firma mehrheitlich durch die Schweizer Marquard Media Gruppe übernommen. Am 31. März 2009 legte der Vorstandsvorsitzende Johannes Sevket Gözalan sein Mandat nieder, der den Vorsitz des Vorstands im Jahr 2005 von Unternehmensgründer Christian Geltenpoth übernommen hatte. Gözalans Nachfolger war Albrecht Hengstenberg und Verlagsleiter wurde Hans Ippisch, der seit 1991 als Chefredakteur beim Verlag tätig war. Am 1. Oktober 2013 übernahm Marquard Media durch ein Squeeze-out die restlichen Aktien, nahm die Firma von der Börse und wandelte sie in eine GmbH um. 2014 übernahm die Computec Media die Linux- und Raspberry-Pi-Zeitschriften von Medialinx. 2017 wurde Hans Ippisch Geschäftsführer von Computec, im Juni 2019 verließ er Marquard Media und wechselte zu dem Konsolenhersteller Intellivision.
Am 1. Juli 2016 hat Computec Media Areamobile.de übernommen.

## Publikationen
Zu den aktuellen Publikationen der Computec Media und seinen Tochterunternehmen gehören:
- buffed ist ein seit 2006 betriebenes Computerspieleportal mit Online-Spieles wie MMORPGs als Schwerpunkt.
- Gamezone.de  ist ein 2011 übernommenes redaktionell betreutes Portal rund um Computerspiele, das auch nutzergenerierte Inhalte zulässt.[11]
- Golem.de ist ein Onlinemagazin für Themen aus Informationstechnik, Wissenschaft, Technik und Elektrofahrzeugen. In einem moderierten Artikelforum können Leser diskutieren.
- linux-community.de veröffentlicht online Beiträge aus LinuxUser und bietet ein Diskussionsforum zum Thema.
- Linux-Magazin ist eine seit 1995 erscheinende Print-Zeitschrift, die sich an ein professionelles Linux-Publikum richtet und die zweitälteste Linux-Zeitschrift weltweit.
- LinuxUser ist eine seit 2000 erscheinende Print-Zeitschrift, die sich im Gegensatz zum Linux-Magazin vorwiegend an private Anwender richtet.
- N-Zone ist eine auf Nintendo-Produkte spezialisierte Print-Zeitschrift, die seit 1997 monatlich erscheint.
- PC Games ist eine seit 1992 monatlich erscheinende Print-Zeitschrift zu PC-Spielen.
- PC Games Hardware ist eine seit 2000 monatlich erscheinende mit dem Schwerpunkt Hardware für PC-Spiele.
- play⁵ ist eine seit 2007 monatlich erscheinende Print-Zeitschrift zu PlayStation-Konsolen und -Spielen.
- Raspberry Pi Geek ist eine Print-Zeitschrift zu den Themen Raspberry Pi und Heimautomatisierung.
- Videogameszone.de ist ein Portal zu Konsolenspielen. Es bietet redaktionell betreute Inhalte, darunter Neuigkeiten, Rezensionen und Lösungen und Cheatcodes.[12] Es kombinierte zu Beginn Tests und Vorschauen aus sechs bestehenden Computec-Magazinen.[13]

Bekannte, inzwischen eingestellte Titel umfassen unter anderem die Games Aktuell, SEGA Magazin, PC Action, Play Time, Amiga Games, EasyLinux, Making Games, Mega Fun, SFT, Widescreen und die XBG Games.
Eingestellt wurden zudem auch das PlayStation Magazin und  PlayStation World zugunsten der PlayZone.